# Tanaka Yusuke (cầu thủ bóng đá, sinh tháng 2 năm 1986)
Yūsuke Tanaka (田中 佑昌 Tanaka Yūsuke, sinh ngày 3 tháng 2 năm 1986 ở Yame, Fukuoka) là một cầu thủ bóng đá người Nhật Bản hiện tại thi đấu cho Ventforet Kofu từ đầu mùa giải 2012 sau 11 năm gắn bó với Avispa Fukuoka.

## Thống kê sự nghiệp câu lạc bộ
Cập nhật đến ngày 23 tháng 2 năm 2018.
| Câu lạc bộ          | Mùa giải            | Giải vô địch | Giải vô địch | Cúp Hoàng đế Nhật Bản | Cúp Hoàng đế Nhật Bản | J. League Cup | J. League Cup | Tổng cộng | Tổng cộng |
| Câu lạc bộ          | Mùa giải            | Số trận      | Bàn thắng    | Số trận               | Bàn thắng             | Số trận       | Bàn thắng     | Số trận   | Bàn thắng |
| ------------------- | ------------------- | ------------ | ------------ | --------------------- | --------------------- | ------------- | ------------- | --------- | --------- |
| Avispa Fukuoka      | 2004                | 28           | 1            | 1                     | 1                     | –             | –             | 29        | 2         |
| Avispa Fukuoka      | 2005                | 33           | 7            | 0                     | 0                     | –             | –             | 33        | 7         |
| Avispa Fukuoka      | 2006                | 22           | 2            | 2                     | 0                     | 1             | 0             | 25        | 2         |
| Avispa Fukuoka      | 2007                | 46           | 5            | 2                     | 0                     | –             | –             | 48        | 5         |
| Avispa Fukuoka      | 2008                | 39           | 7            | 1                     | 0                     | –             | –             | 40        | 7         |
| Avispa Fukuoka      | 2009                | 40           | 10           | 2                     | 0                     | –             | –             | 42        | 10        |
| Avispa Fukuoka      | 2010                | 23           | 5            | 3                     | 1                     | –             | –             | 26        | 6         |
| Avispa Fukuoka      | 2011                | 32           | 1            | 2                     | 0                     | 1             | 0             | 35        | 1         |
| JEF United Chiba    | 2012                | 34           | 8            | 1                     | 0                     | –             | –             | 35        | 8         |
| JEF United Chiba    | 2013                | 37           | 9            | 1                     | 0                     | –             | –             | 38        | 9         |
| JEF United Chiba    | 2014                | 22           | 0            | 1                     | 0                     | –             | –             | 23        | 0         |
| JEF United Chiba    | 2015                | 28           | 1            | 2                     | 0                     | –             | –             | 30        | 1         |
| Ventforet Kofu      | 2016                | 34           | 5            | 1                     | 0                     | 4             | 0             | 39        | 5         |
| Ventforet Kofu      | 2017                | 32           | 0            | 0                     | 0                     | 0             | 0             | 32        | 0         |
| Tổng cộng sự nghiệp | Tổng cộng sự nghiệp | 450          | 61           | 19                    | 2                     | 6             | 0             | 478       | 63        |